# Gigelberghalle

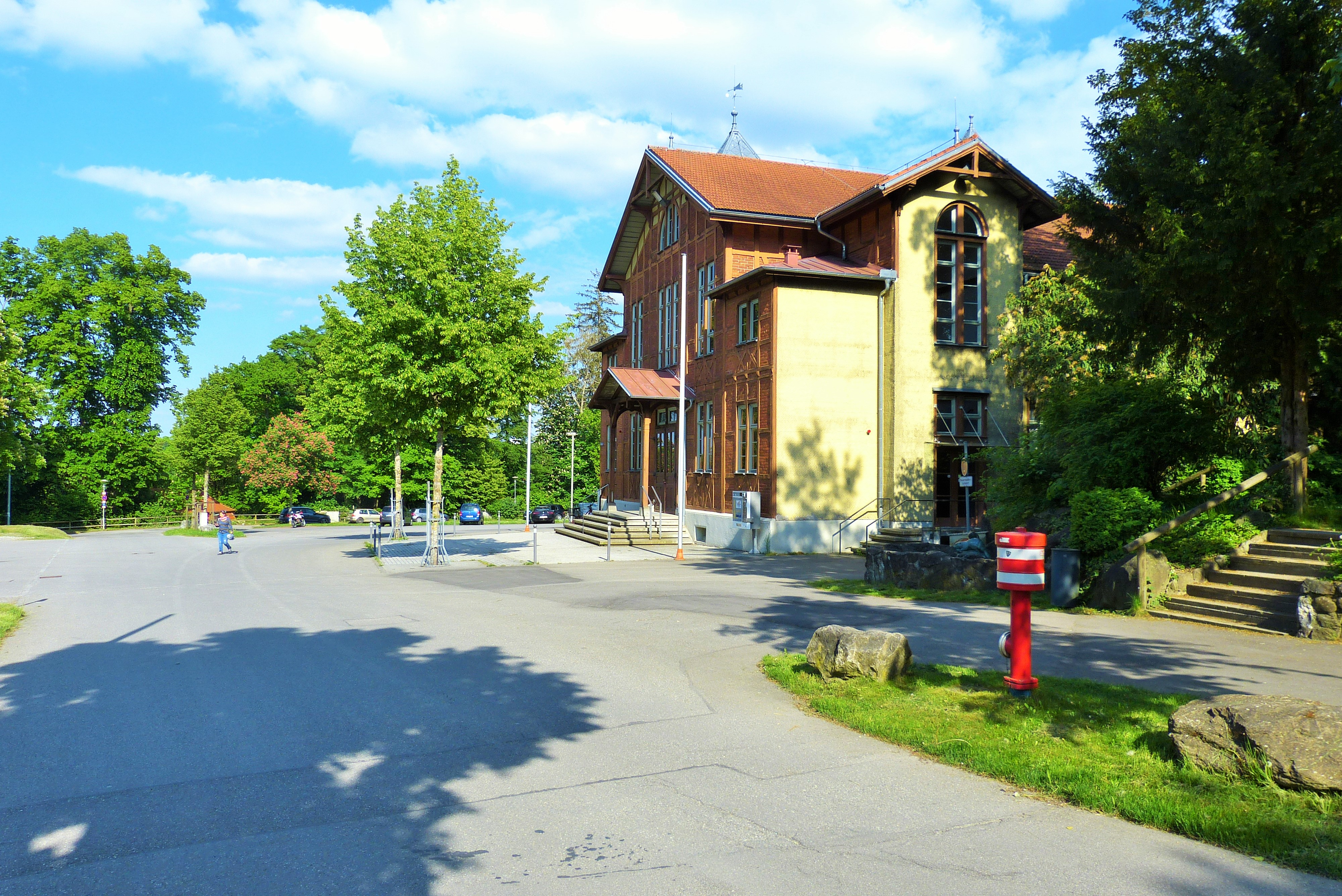
Gigelberghalle aus Richtung Jahnstraße

Die Gigelberghalle ist eine 1895 auf dem Gigelberg in Biberach an der Riß errichtete Halle.

## Geschichte
Sie wurde durch den damaligen Stadtbaumeister Preiser als Turnsaal, Festsaal und Rekrutierungssaal in der Fachwerkbauweise erbaut und gehört gemeinsam mit der 1895 erbauten Stadtbierhalle  zum Ensemble des auf Initiative Friedrich Golls oberhalb der Altstadt angelegten Parkgeländes am Gigelberg. 
Im Jahr 1907 erfolgte ein Umgestaltung des Innenraum. Der vormals offene Dachstuhl wurde durch eine eingezogene Decke ersetzt, die von sechs freistehenden Holzstützen getragen wird. Dadurch entstand ein großer, heizbarer Gastraum mit eigenem Ausschank, der heute durch Zwischenwände unterteilt ist. Über dem Gastraum wurden zudem zwei Wohngeschosse aufgesetzt. Im Jahr 1919 wurde die Halle durch Anbauten weiter vergrößert.
Im Ersten Weltkrieg war in der Halle ein Lazarett eingerichtet. 2003/2004 wurde die Halle ein Jahr lang generalsaniert. 
Das denkmalgeschützte Gebäude dient heute verschiedenen Veranstaltungen wie Tanzveranstaltungen, Theater und Konzerten. Alljährlich im Juli ist rund um die Halle der große Vergnügungspark des Biberacher Schützenfests zu finden.

## Architektur
Die Gigelberghalle ist ein langgestreckter Satteldachbau, der in Fachwerkbauweise mit Ausfachungen in Backstein errichtet wurde. Die im Jahr 1907/1908 erfolgte Gebäudeerweiterung weist eine aufwendige Fassadengestaltung im Historismus der Jahrhundertwende auf. Merkmale dieser Erweiterung sind eine Verschindelung, Ecktürmchen, ein Balkon, ein Eckerker und eine Gaube. Die Fensterrahmungen sind mit ausgesägten Schnitzereien versehen. Über dem einstigen Haupteingang der Bierhalle befindet sich ein großer Schwebegiebel.